# Кирли
Кирли (фр. Curlu) насеље је и општина у североисточној Француској у региону Пикардија, у департману Сома која припада префектури Перон.
По подацима из 2011. године у општини је живело 140 становника, а густина насељености је износила 23,77 становника/km². Општина се простире на површини од 5,89 km². Налази се на средњој надморској висини од 55 метара (максималној 122 m, а минималној 42 m).

## Демографија
| 1962. | 1968. | 1975. | 1982. | 1990. | 1999. | 2011. |
| ----- | ----- | ----- | ----- | ----- | ----- | ----- |
| 78    | 104   | 112   | 118   | 117   | 111   | 140   |

График промене броја становника у току последњих година